# میانگین حسابی
در آمار، میانگین حسابی یا متوسط حسابی (به انگلیسی: Arithmetic mean) نوعی سنجش گرایش به مرکز (شاخص مرکزی) است، و عبارت است از مجموع مقادیر موجود در یک مجموعه داده‌ها تقسیم بر تعداد آن‌ها.
{\displaystyle {\bar {x}}={\frac {1}{n}}\sum _{i=1}^{n}x_{i}={\frac {1}{n}}(x_{1}+\cdots +x_{n})}